# ユニー航空873便火災事故
ユニー航空873便火災事故は、1999年8月24日に発生した航空事故である。
台北松山空港発花蓮空港行きだったユニー航空873便（マクドネル・ダグラス MD-90-30）が花蓮空港への着陸時に機内で爆発が起き、火災が発生した。乗員乗客96人中1人が死亡し、27人が負傷した。この事故はMD-90及びユニー航空で発生した唯一の死亡事故である。

## 飛行の詳細

### 事故機

1998年6月に撮影された事故機

事故機のマクドネル・ダグラス MD-90-30（B-17912）は1996年に初飛行を行っており、総飛行時間は4,929時間で、7,736サイクルの離着陸を経験していた。

### 乗員
機長は41歳の男性で、HS-748とMD-90での操縦資格があった。総飛行時間は6,532時間で、うち1,205時間がMD-90によるものだった。
副操縦士は35歳の男性で、ボーイング747、ボーイング767、MD-90での操縦資格があった。総飛行時間は5,167時間で、うち96時間がMD-90によるものだった。

## 事故の経緯
873便は台北松山空港を現地時間12時16分に離陸し、12時21分に巡航高度の10,000フィート (3,000 m)に達した。飛行予定時間は約20分で、花蓮空港には12時35分到着の予定だった。12時30分、パイロットは管制官に空港を視認したことを伝え、管制官は滑走路21への着陸許可を出した。
12時36分に873便は着陸した。着陸から僅か26秒後、客室左側前方で爆発が起きた。爆発により黒煙が立ち上り、荷物や機体の一部が滑走路上に散乱した。パイロットはブレーキをかけ、機体は滑走路終端から約6,300フィート (1,900 m)地点で停止した。パイロットは管制官に緊急事態と火災の発生を報告し、空港の消防隊が現場に急行した。緊急脱出が開始されたが、激しい火災のため機体前方からの避難が行えず、乗員乗客は機体後部から脱出した。消防隊は事故後8分ほどで到着し、救急車は30分ほどで到着した。機体は激しく燃え、火災が鎮火したのは13時45分であった。

### 被害

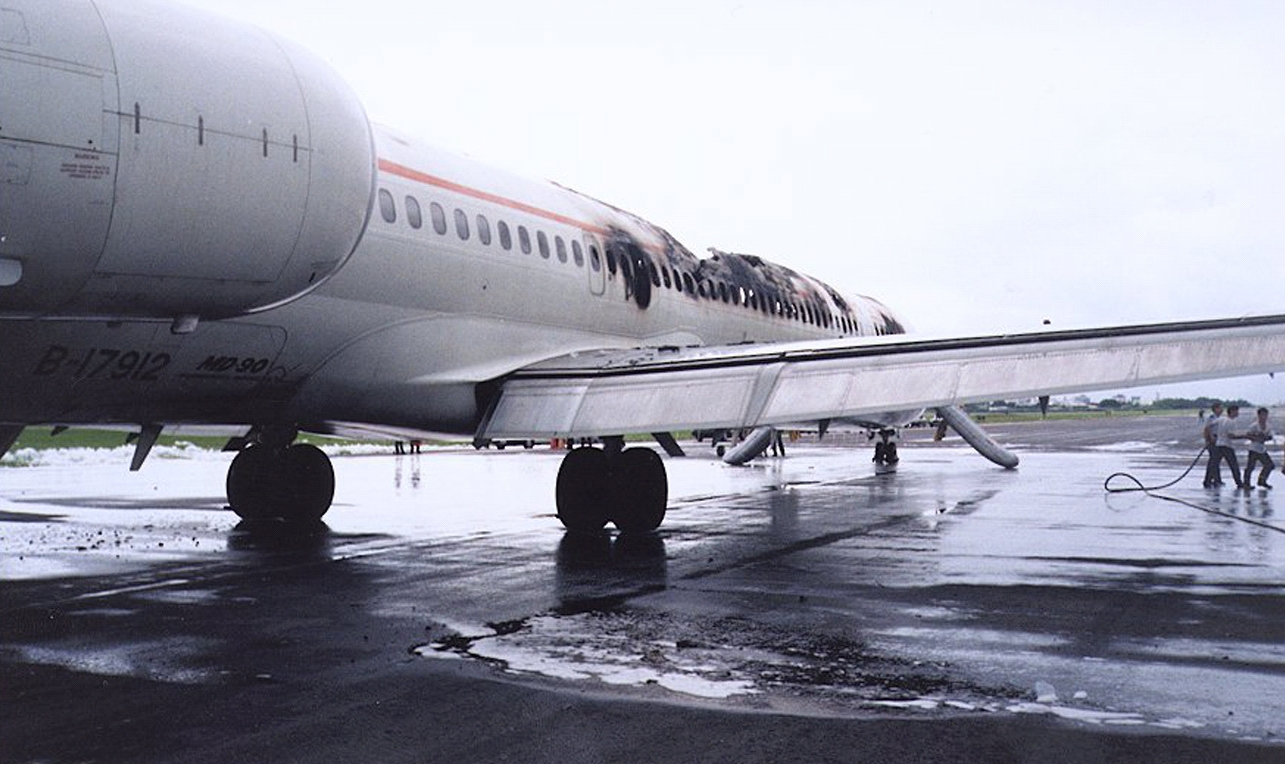
鎮火後の事故機

機体上部は爆発と火災により完全に焼け落ちた。爆発により飛散した残骸の一部は左エンジン内でも発見された。
事故により乗員乗客28人が負傷した。重傷者は14人で、軽傷者も14人だった。また、ほとんどが火傷による負傷で、1人のみが爆発により飛散した残骸で怪我を負った。
事故から47日後、7Bの座席に着席していた乗客が死亡した。この男性は機内にガソリンを持ち込んだ台湾の元陸上競技選手古金水の兄で、事故により体の45%に重度の火傷を負っていた。

## 事故調査
台湾の飛航安全調査委員会（ASC）が調査を行った。当初は、事件と事故の両面で調査が行われた。目撃者の1人は機体の左側前方、3番目の窓の上部に穴が開いており、そこから黒煙が吹き出していたと証言した。

### CVRとFDRの解析
コックピットボイスレコーダー（CVR）とフライトデータレコーダー（FDR）が現場から回収された。両方ともほぼ無傷で回収され、データも問題なく取り出せた。録音によれば、爆発は12時36分32秒に発生しており、その2秒後にCVRは記録を停止した。FDRはCVRに爆発音が録音された12時36分32秒に記録を停止していた。これは客室で発生した爆発と火災により、機体の電気系統が機能を喪失したためであった。

### 残骸の調査

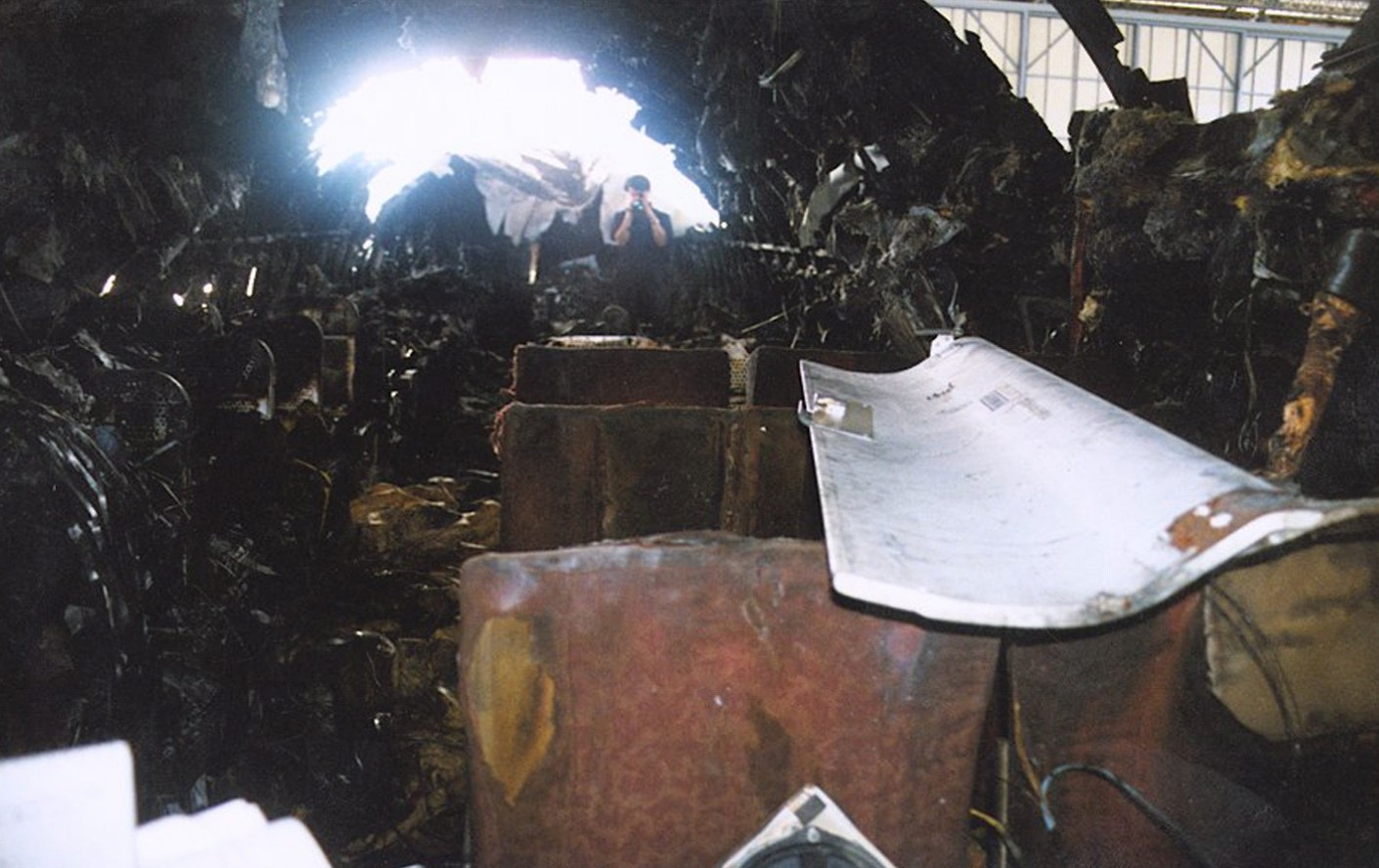
焼け落ちた機内

事故後の火災により、機内はほとんど焼け落ちていた。爆発は、胴体前方左側の5-7列目の座席付近で発生したと推定された。また、上部の損傷が激しいことからASCは爆発が3-7列目の上部に設置された収納棚で発生したと考えられた。
しかし、7Cの座席付近及び滑走路上で漂白剤のボトルが発見され、ボトル内部を調査したところ、ガソリンの成分が検出された。他にも5Cの座席付近からオートバイ用のバッテリーが発見された。このバッテリーの導線は滑走路上で発見された。
ボトルの検査結果から、ASCはボトルにはガソリンが入っており容器は接着剤によって密閉されていたと推測した。また、このボトルからガソリンが漏れて気化し、バッテリーのアーク放電による火花によって引火した可能性が考えられた。

### 事故原因
2000年11月に最終報告書が発行された。報告書では事故原因は機内に持ち込まれたガソリンとバッテリーであるとされた。漂白剤と柔軟剤のボトルに入れられたガソリンは飛行中に漏れ出て、収納棚に充満した。加えて、着陸時の衝撃でバイクのバッテリー内の鉛蓄電池がアーク放電を起こし、ガソリンが発火した。
また、事故原因に寄与したとして複数の事が挙げられた。台湾の民間航空局の規則には、爆発物についての取り扱いについて詳細な規定が無かった。その他、空港検査官のトレーニング及び評価は適切に行われていなかった。一部の検査官は適切な訓練を受けておらず、別の検査官の指示に従って仕事をしていた。そのため、危険物の発見を自発的にすることが不能だった。その結果、持ち込みの禁止されているバッテリー及びボトルに入ったガソリンの持ち込みを許してしまった。

### 刑事裁判
ガソリンの入ったボトルは、台湾人の元陸上競技選手古金水が兄の古金池に持ち込ませたものであると結論付けられた。しかし、古金水はボトルの中身は柔軟剤と漂白剤であったと主張した。裁判の結果、古金水は懲役10年の有罪判決を受けた。しかし古金水は判決を不服とし、控訴を行った。その結果、2002年5月28日の裁判で懲役が7年半に短縮された。
2004年12月27日、5回の再審を経て時間切れ（台湾は法律で長期の裁判を禁止している）で推定無罪が確定した。台湾高等裁判所花蓮支部の裁判官は、実験が事故時の状況と異なる環境で行われており、主張を裏付ける十分な証拠にはならないと判断した。

## 映像化
- メーデー!:航空機事故の真実と真相 第18シーズン第3話「Explosive Touchdown」